# コガネキヌカラカサタケ
コガネキヌカラカサタケ (黄金絹唐傘茸、学名: Leucocoprinus birnbaumii) は、ハラタケ目ハラタケ科キヌカラカサタケ属に属する小型のキノコである。

## 分布・生態
熱帯を中心に分布する。
腐朽菌。初夏から秋にかけ、雑木林の地上、庭園、植え込み、芝生上、室内の植木鉢などあらゆる場所に発生する。腐葉土など養分の多い土壌を好み、本州でも見られるが自生はせず、熱帯地方から持ち込まれた腐葉土に混ざった菌から発生することが多い。身近な室内で育てている観葉植物の植木鉢に発生することも多い。

## 形態
子実体は傘と柄からなる。傘は粉や綿くず状の片鱗に覆われ、傘径は2.5 - 5センチメートル (cm) 、高さは5 - 7.5 cmほど。子実体の色はおおむね黄金色から淡黄色になる。傘の表面は茶色の小鱗片があり、縁には放射状の条線が見られる。傘裏のヒダは密で、柄に対して離生し、淡黄色。
柄には早くに落ちるか可動性のツバがある。胞子は8.5 - 11 × 5.5 - 8.5マイクロメートル (μm) の卵形から楕円形をしている。

## 食毒
無害なキノコとされる。本種に関する詳しい文献はまだ少なく、食毒不明として扱われているが、その一方で非常に美味であるともいわれる。詳しいことはわかっていないので食べるべきではない。